# Tarocco Piemontese
Das Tarocco Piemontese (italienisch für Piemontesisches Tarock) ist ein Tarockblatt italienischer Herkunft. Es ist das am weitesten verbreitete Tarockblatt in Norditalien und weitaus häufiger als das Tarocco Bolognese. Die beliebtesten piemontesischen Tarockspiele sind Scarto, Mitigati, Chiamare il Re und Partita, die in Pinerolo und Turin gespielt werden. Dieses Deck gilt als Teil der piemontesischen Kultur und erschien bei der Abschlusszeremonie der Olympischen Winterspiele 2006 in Turin. Da es das Standard-Tarockblatt des Königreichs Sardinien war, wurde es auch in Savoyen und Nizza verwendet, bevor diese von Frankreich annektiert wurden. Darüber hinaus wurde es als Alternative zum Tarocco Siciliano im sizilianischen Calatafimi-Segesta benutzt. Außerhalb Italiens wird es von einer kleinen Anzahl von Spielern im schweizerischen Tessin und von italienischstämmigen Argentiniern verwendet.
Dieses Deck hat nichts mit dem Piemontesisches Bild, das kein Tarockblatt ist, und die französischen Karten Herz, Karo, Pik und Kreuz verwendet. Daher sind die Karten nicht austauschbar.

## Geschichte

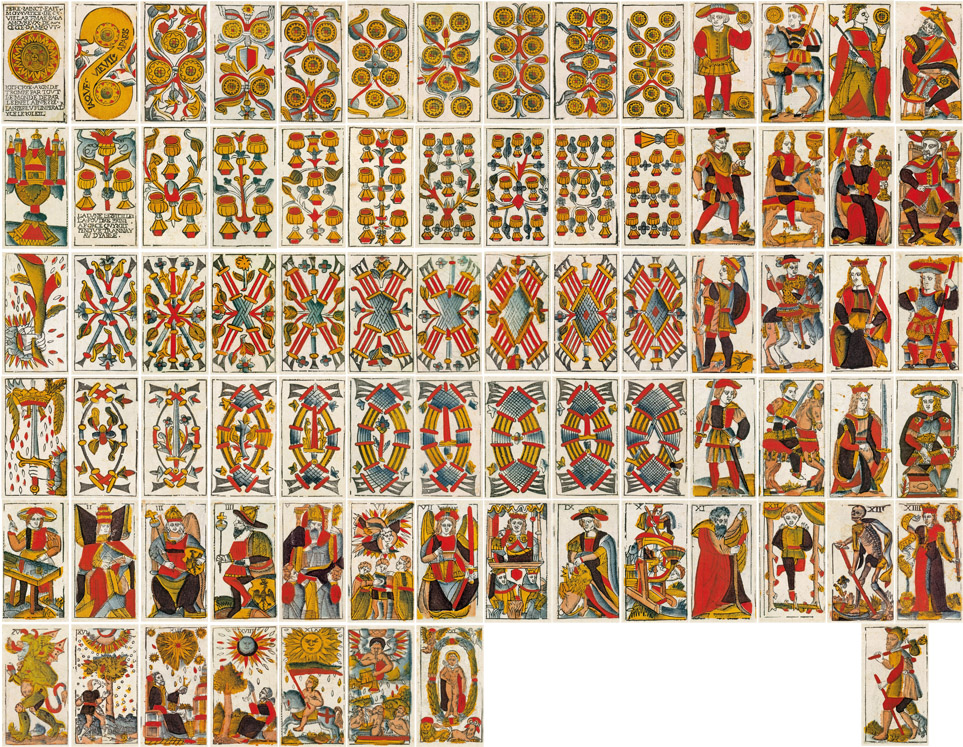
Viévilles Tarock, um 1650.

Tarock-Decks wurden bereits 1505 in Pinerolo hergestellt. Die beste Beschreibung des piemontesischen Tarocks des 16. Jahrhunderts stammt von Francesco Piscina, der 1565 in Mondovì eine Abhandlung darüber verfasste. Obwohl seine Angaben zum Spiel spärlich sind, deutet seine Terminologie stark auf Bologneser und Florentiner Einflüsse hin. Wie in Tarocchini behandelt er die kaiserlichen und päpstlichen Trümpfe als gleichwertig, ein Merkmal, das in Asti noch erhalten ist. Wie in Bologna ist der Engel der höchste Trumpf, der die Welt übertrifft. Mit Ausnahme von Piedicavallo, bestehen piemontesische Spieler darauf, den Engel höher zu bewerten als die Welt, trotz ihrer modernen Nummerierung. Darüber hinaus entfernen einige Spieler die Zahlenkarten mit dem niedrigeren Rang, um ein 62-Blatt-Deck wie in Bologna zu erstellen. Andere gehen noch weiter und erstellen ein 54-Karten-Deck wie in Cego. Die Rangfolge der Trümpfe durch Piscina ähnelt stark zwei anderen Listen aus dem 16. Jahrhundert aus der Lombardei. Alle drei Listen ähneln der Rangfolge eines einzigen erhaltenen Kartenspiels, das Jacques Viéville aus Paris um 1650 erstellte und Merkmale des Bologneser, Florentiner und Ferrareser Tarocks aufweist. Dies führte zu Spekulationen, dass Spieler aus Nordwestitalien bis etwa 1700 ähnliche Kartenspiele wie Viéville benutzten, bis der wirtschaftliche Zusammenbruch die regionalen Kartenhersteller aus dem Geschäft zwang. Da keine Karten aus dieser Zeit erhalten sind, lässt sich diese Theorie nicht belegen.
Nach dem Untergang importierten die Spieler das Tarot de Marseille aus Frankreich. Als die Produktion um 1735 wieder aufgenommen wurde, waren die Karten, einschließlich der französischen Beschriftungen, fast identisch mit dem Marseiller Tarock. Bemühungen zur Lokalisierung der Karten begannen im frühen 19. Jahrhundert und führten schließlich gegen Ende desselben Jahrhunderts zu den heutigen umkehrbare (doppelköpfige) Karten. Nachdem Savoyen und Nizza von Frankreich annektiert worden waren, verwendeten die Spieler dort dieses Deck weiterhin, bis sich im Jahr 1900 das Tarot Nouveau im ganzen Land zu verbreiten begann. Zu Beginn des 20. Jahrhunderts gab es in Chambéry den Versuch, ein konkurrierendes Deck zu entwickeln, das die piemontesische Version des Pariser Bilds als Grundlage für ein neues Tarockblatt verwendete, was sich jedoch letztlich als erfolglos erwies. Reproduktionen dieses Decks werden seit 1984 angefertigt.

## Zusammensetzung
Dieses Kartenspiel-Bild wurde vom Tarot de Marseille abgeleitet, aber für moderne Spiele beidseitig verwendbar gemacht. Es besteht aus 78 Karten: einer Trumpffarbe mit 22 Karten, von 0 bis 21 nummeriert, und vier Farben mit je 14 Karten: Schwerter (spade), Stäbe (bastoni), Kelche (coppe) und Münzen (denari). Jede Farbe besteht aus König (re), Dame (donna), Reiter oder Cavall (cavallo) und Bube (unbeschriftet), Zahlkarten mit den Zahlen 2 bis 10 und einer unnummerierten Karte mit einem kunstvollen Farbsymbol, die als Ass fungiert. Trumpfkarten und die meisten Zahlenkarten haben Indizes in modernen arabischen Ziffern (Trumpfkarten, Kelche und Münzen) oder römischen Ziffern (Schwerter und Stäbe). Ungewöhnlicherweise ist in den meisten Spielen Trumpf 20 höher als Trumpf 21 (dies könnte von den Bologneser Spielen beeinflusst worden sein).
| Farbe       |           |        |        |         |
| Englisch    | Schwerter | Kelche | Münzen | Stäbe   |
| Italienisch | Pik       | Kupfer | Denari | Bastoni |
| Spanisch    | Espadas   | Copas  | Oros   | Bastos  |

|           | Ass | Zwei | Drei | Vier | Fünf | Sechs | Sieben | Acht | Neun | Zehn | Bube | Springer | Dame | König |
| --------- | --- | ---- | ---- | ---- | ---- | ----- | ------ | ---- | ---- | ---- | ---- | -------- | ---- | ----- |
| Kelche    |     |      |      |      |      |       |        |      |      |      |      |          |      |       |
| Schwerter |     |      |      |      |      |       |        |      |      |      |      |          |      |       |
| Stäbe     |     |      |      |      |      |       |        |      |      |      |      |          |      |       |
| Münzen    |     |      |      |      |      |       |        |      |      |      |      |          |      |       |
|           |     |      |      |      |      |       |        |      |      |      |      |          |      |       |
| Trümpfe   |     |      |      |      |      |       |        |      |      |      |      |          |      |       |
|           |     |      |      |      |      |       |        |      |      |      |      |          |      |       |

Die Reihenfolge der Trümpfe ist in den meisten Spielen, die mit diesem Blatt gespielt werden, wie folgt:
- der Engel „l'angelo“ (20),
- die Welt „il mondo“ (21),
- die Sonne „il sole“ (19),
- der Mond „la luna“ (18),
- der Stern „le stelle“ (17),
- der Turm „la torre“ (16),
- der Teufel „il diavolo“ (15),
- Mäßigkeit „la temperenza“ (14),
- Tod „la morte“ (13),
- der Gehängte „l'appeso“ (12),
- Stärke „la forza“ (11),
- das Glücksrad „rota di fortuna“ (10),
- der Eremit „l'eremita“ (9),
- Gerechtigkeit „la giustizia“ (8),
- der Streitwagen „il carro“ (7),
- Die Liebenden „gli amanti“ (6),
- Der Papst „il papa“ (5),
- Der Kaiser „l'imperatore“ (4),
- Die Kaiserin „l'imperatrice“ (3),
- Die Päpstin „la papessa“ (2),
- Der Pagat „il bagatto“ (1).

Der Narr „il matto“ (0) wird als Entschuldigungskarte (excuse) gespielt: er kann nichts schlagen, aber immer zu einem Stich ausgespielt werden, wodurch der Karteninhaber von der Verpflichtung entbunden wird, Farbe zu bedienen. Nur in zwei Spielen aus dem 18. und 19. Jahrhundert wird der Narr als niedrigster Trumpf behandelt.
Wie in den meisten Tarockspielen außerhalb Frankreichs und Siziliens ist die Reihenfolge der Karten in Schwertern und Stäben König, Dame, Springer, Bube, X, IX, … I, während die Rangfolge der Karten in Kelchen und Münzen König, Dame, Springer, Bube, 1, 2, … 10 ist.